# 環球水泥
環球水泥股份有限公司，簡稱環泥，是台灣的水泥公司，總部位於台北市中山區。建立於1959年，由吳三連與侯雨利創立。隸屬於環球水泥集團。

## 歷史
在中華民國接收台灣初期，水泥被視為特許行業，只有國營的台灣水泥可以經營。1950年代，政策鬆綁。1954年，台泥股權出售給辜振甫家族，進行民營化；也核准了嘉新水泥成立。水泥業成為開放市場。
1959年4月，臺南幫的新和興系統一度研議創設鍍鋅鋼管廠，當時侯雨利正從東南亞考察歸來，他認為臺灣的水泥製造業極有發展前途，力勸吳尊賢等人停止籌設鋼管廠，轉而爭取水泥業。1959年6月，環球水泥公司籌備會召開，然而政府當局受到行政院外匯貿易審議委員會主任委員尹仲容的意見，不表支持。因此環泥籌備會曾討論是否中止籌設，惟侯雨利十分積極，堅主繼續進行；後透過黨國大老吳忠信的出面協助，終於獲准成立。:133-1341959年9月，由吳三連與侯雨利發起籌備新的民營水泥廠。1960年3月1日，環球水泥召開第一次股東大會，宣告公司正式成立，由吳尊賢擔任首任總經理，為台南幫建立的主要企業之一。環球水泥總部設在臺北市，工廠設在高雄縣路竹鄉大湖村。最早以高雄縣大崗山為採礦區，在大崗山建立大湖水泥廠，以大崗山的石灰石為原料。1962年12月25日，環泥大湖廠順利開工生產，翌年2月出貨營運。:136
1973年，配合十大建設所需，環球水泥在高雄縣阿蓮鄉建立第二座水泥廠。1975年，環球水泥阿蓮廠正式生產營運。
1972年，侯雨利出售環球水泥25%的股權給霖園集團蔡家，資金投入其子經營的海利公司。1985年，海利公司因經營不善，宣告倒閉，留下新台幣20億元的債務。侯雨利家族為了清償債務，陸續出售股權，喪失經營權。
1991年，環球水泥建立台灣第一座石膏板廠，生產防火建材石膏板；至2013年，將原本虧錢的石膏板部門推展到全台市佔九成。
1996年，大湖水泥廠停止生產。
1998年，永康預拌混凝土廠完工生產。
2003年，董事會通過投資中國市場，此一投資案總投資金額20億元，資金比例為環泥70%，日資30%，在廣東惠州設水泥廠。
2009年，侯博義取得經營權，擔任董事長。公司經營權重新回到侯雨利家族中，跨入電子事業，並與工研院合作，進入觸控設備市場。
2010年5月，為了改善獲利虧損情況，環泥宣佈暫停運作當時位於高雄縣阿蓮鄉一座年產80萬公噸的水泥熟料生產廠，同時將生產線的員工資遣，改向台泥採購熟料後再加工製成水泥製品。同年，因為中國廠長年虧損，決定出售位於大陸的惠州水泥和混凝土等數家相關公司予華潤水泥，並退出中國市場。

## 外部連結
- 環球水泥公司 （页面存档备份，存于）